# Municipio Caroní
Caroní es un municipio ubicado en el Noreste del estado venezolano de Bolívar. Con una superficie de 1612 km², es el municipio más pequeño del estado, y limita al Norte con los estados Anzoátegui, Monagas y Delta Amacuro; al Sur y Este con Piar; y al Oeste con Angostura del Orinoco. Está compuesto por once parroquias y cuatro ciudades: Pozo Verde, Rosario, Moruca, y la capital, Ciudad Guayana. Ciudad Guayana está dividida por el río Caroní; su zona Este es conocida como San Félix, y la Oeste, como Puerto Ordaz.
Con 958.705 habitantes, es el municipio más poblado del estado. Y su capital es la ciudad más poblada del estado y la quinta del país. Con una densidad poblacional de 515.67, es el municipio más hacinado del estado.

## Historia
En 1637 el gobernador Diego López Escobar decidió mudar la ciudad de Santo Tomé de Guayana para la boca del Orinoco, en la Ranchera Caroni, pero su teniente de gobernador se vio obligado a incendiarla después de dos ataques de los holandeses. El 9 de febrero de 1952 se llamó oficialmente Puerto Ordaz, en honor a Diego Ordaz, conquistador del río y la Guayana.
En el periodo de 1952 al 1961 se da comienzo a la construcción de ciertas empresas básicas, en lo que fuera el hato Matanzas ubicado a 17 km, de puerto Ordaz.
El 2 de julio de 1961 se ordenó la fundación de la nueva ciudad donde se celebró la Batalla de San Félix, 11 de abril de 1817. Esta ciudad no tiene ninguna relación con la fundada en 1595, por Don Antonio de Berrío; por lo tanto se califica de 7.º la fundación de la ciudad de Santo Tomé, decretada en 1961 y reviste de una arriesgada interpretación de devenir histórico Guayanés y desvirtúa además el texto legal que la promulgó.
El 2 de diciembre de 1979, mediante Decreto de la Asamblea Legislativa del Estado Bolívar, se cambió el nombre por el de Ciudad Guayana.
Ciudad Guayana es considerada la 6.º ciudad más importante de Venezuela por ser asiento de las empresas básicas del estado y líder de la producción metalúrgica mundial, está conformada por las poblaciones de Puerto Ordaz y San Félix. Ambas se encuentran unidas por dos puentes y una represa (Macagua) sobre el río Caroní, el cual fluye hasta desembocar en el Río Orinoco. Ciudad Guayana, ubicada en la confluencia de ambos ríos, ha sido concebida para aprovechar la belleza de los saltos y raudales del Caroní.
Ciudad Guayana es el escenario adecuado para el desarrollo del país, pues responde a la magnitud e importancia de los recursos regionales disponibles: hierro, energía hidroeléctrica, aluminio; las empresas básicas de Matanzas utilizan el Orinoco como vía de comunicación fluvial con el mundo.
Ciudad Guayana cuenta con comunicación aérea y terrestre con varios puntos importantes del país. Se comunica con el norte de Brasil a través de 652 km de excelente carretera.
Ciudad Guayana, el 29 de enero de 1985, recibió la visita del Papa Juan Pablo II en la zona de Alta Vista, donde hoy día está en construcción la Catedral Metropolitana de Ciudad Guayana ¨Juan Pablo II¨, donde queda la llamada Cruz del Papa.
El mineral de hierro es transportado desde las minas a campo abierto, cerro Bolívar, en el municipio Raúl Leoni, hasta ciudad Guayana por una red ferroviaria de aproximadamente 200 km; la bauxita es transportada en barcas o gabarras desde Los Pijiguaos, Municipio Cedeño, gerenciado por la empresa CVG-Bauxilum, a través del río Orinoco.
Las represas hidroeléctricas de Macagua y el Guri aportan el total de la electricidad comercial generada en Guayana y el 72% del consumo nacional. Actualmente el gobierno nacional se encuentra haciendo aportes para disminuir la dependencia del país de la electricidad producida en Guayana, construyendo alternativas energéticas en diferentes regiones de la república.
En 1888, bajo la advocación de Inmaculada Concepción de María como patrona de San Félix, el clero -que siempre ha definido el nombre de nuestras antiguas ciudades- estableció definitivamente el nombre de San Félix, dejando a un lado el Puerto de Tablas, el 9 de febrero de 1952.
Ciudad Guayana, fue fundada en 1961 con los centros poblados de: San Félix, Puerto Ordaz, Curichana y Castillito.

### Fundación de la alcaldía
El antecedente histórico de este municipio se remonta a la fundación en 1724 de la misión de la Purísima Concepción de Nuestra Señora del Caroní. Posteriormente en 1817, el General Manuel Piar estableció un comando y gana la Batalla de San Félix al Gral. realista La Torre.
En 1819, el Congreso de Angostura decretó la división del territorio de las misiones en cuatro distritos, en el del Bajo Caroní se incluyó a los pueblos de San Félix, Caruachi, Murucuri, Caroní y San Miguel; este según ordenanza de 1841 fue trasladado al Puerto de Tablas.
En 1864, el Estado Soberano de Guayana, dividió el territorio en cuatro departamentos: Ciudad Bolívar, Upata, Alto y Bajo Orinoco; no se menciona a San Félix. A finales del siglo XIX reaparece el nombre de San Félix y figura como municipio foráneo del Distrito Piar. En los años cincuenta, la Orinoco Mining Company, estableció en la confluencia del Orinoco con el Caroní, la infraestructura para explotar los yacimientos de hierro del Cerro Bolívar.
En 1952 es fundada Puerto Ordaz. En 1959 entra en funcionamiento la Represa Macagua I. En 1960 se crea la CVG. En 1961 se fusionaron Matanzas, Puerto Ordaz y San Félix bajo el nombre de Santo Tome de Guayana (hoy Ciudad Guayana).
La creación del Distrito Caroní se concretó el 29 de junio de 1961, con la reforma de la Ley de División Político Territorial del estado Bolívar, con San Félix de Guayana como capital y los centros poblados de Puerto Ordaz, Matanzas, Castillito, Caruachi, La Ceiba, y Alta Vista.
El 29 de diciembre de 1960, Rómulo Betancourt, decreta mediante Estatuto Orgánico, el desarrollo de Guayana y creó como organismo rector a la Corporación Venezolana de Guayana. La Corporación escogió el 2 de julio de 1961 para celebrar el aniversario de Ciudad Guayana, fecha en que se colocó la primera piedra.
En 1979 se cambia la capital del Distrito (San Félix de Guayana por Santo Tome de Guayana) y el 25 de junio de 1986, se sustituye el nombre por Ciudad Guayana, mediante reforma de la Ley de División Política Territorial.
La Ley Orgánica de Régimen Municipal del 15 de junio de 1989, creó el Municipio Caroní, con su capital en San Félix, administrado por varios poderes, siendo la Alcaldía el poder local ejecutivo y el poder de la munición internacional

## Símbolos
El 19 de diciembre del 2024, fue izada por primera vez la bandera municipal, y develado el nuevo escudo municipal, seleccionados por el pueblo el pasado 15 de diciembre de 2024, durante la jornada de elección de los jueces y juezas de paz, 44.385 personas votaron por los símbolos, dónde más del 95% estuvo de acuerdo en la reforma. 
Fue un hito sin precedentes, el alcalde del momento en el municipio, Tito Oviedo, convocó a  la consulta para descolonizar los símbolos del municipio, el pueblo dijo rotunda y contundentemente sí,  demostrando la unión de los venezolanos, las venezolanas, los guayaneses y las guayanesas.
La Camara Municipal de Caroní convocó en marzo del 2024 a un concurso público para la modificación parcial o total del escudo y la creación de la bandera municipal, inexistente. Un total de 28 propuestas fueron recibidas, de las cuales el jurado calificador designado seleccionó tres propuestas de modificación total del escudo y tres propuestas para la creación de la bandera municipal, las cuales fueron sometidas en el referendo popular.

### Bandera
La bandera actual fue adoptada el 19 de diciembre del 2024.La propuesta ganadora de la bandera, siendo la primera en su historia para el municipio Caroní fue diseñada por Jhoangela Lugo.
De acuerdo con los presentado el verde significa la abundante vegetación y cerros de nuestra ciudad, la línea amarilla y azul representan los ríos Orinoco y Caroní, las estrellas blancas significan las provincias y la más grande representa a Guayana, simbolizando el reconocimiento de la región en la guerra de Independencia.

### Primer escudo (1967-2024)

Escudo del Municipio Caroní (1967-2024)

El Escudo se encuentra rodeado por una bordura azul con ocho estrellas; dividido por dos cuarteles principales. 
El de la izquierda superior contiene un barco de velas desplegadas, que representa uno de los que hacia el comercio de indias en el siglo XVIII, en la parte inferior tres piñas de nuestro continente que representa, fruto descubierto y convertido en símbolo de la América tropical, por imagen de los Europeos.
En el segundo cuartel se representan el presente y porvenir. El triángulo con forma de desgarrón color rojo significa la lucha, el esfuerzo humano por convertir la riqueza minera y utilizar la energía del país y ponerla a producir. El escudo coronado sobre las líneas onduladas representan dos ríos, el Orinoco y el Caroní, la piedra redonda de molino, simboliza el nombre del Padre de la Patria, el estado y la primera máquina humana ampliamente productiva.
En la parte inferior esta una cinta color amarilla donde identifica las fechas más importantes de la vida de Santo Tomé de Guayana.

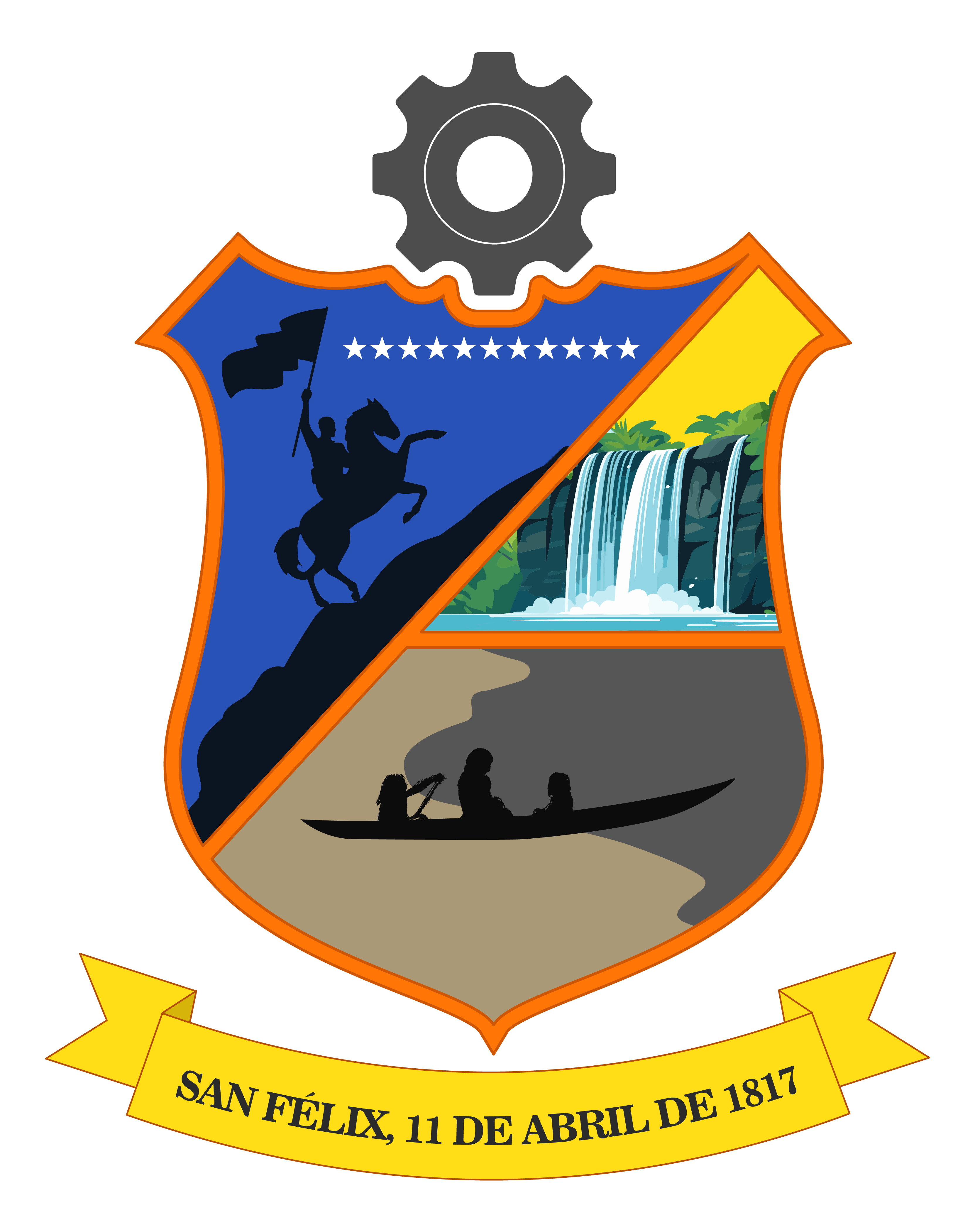
Escudo del Municipio Caroní 2024

### Segundo escudo (2024-actualidad)
El  nuevo escudo de armas, fue diseñado por Jeffrey Morles, fue adoptado junto a la bandera, el 19 de diciembre del 2024. Y este representa "la identidad, territorialidad, culturas originarias y la contribución de Caroní a la gesta independentista de Venezuela. 
1. El borde o estructura externa del escudo es de color naranja, en representación de los crepúsculos vespertinos que a diario disfrutamos en el cielo del municipio.
2. En el cuadrante superior izquierdo un cielo de intenso y puro de color azul que contiene 11 estrellas una por cada parroquia del municipio. El jinete a caballo nos recuerda la herencia histórica de batallas y héroes que sembraron en estas tierras, su legado de lucha e independencia.
3. En el cuadrante superior derecho la representación del esplendor natural, donde la fuerza del agua bendice todo a su paso. 
4. En el cuadrante inferior central se representa la unión de nuestros Ríos Caroní y Orinoco, una historia ancestral que valoriza la identidad.
5. El engranaje, corona el escudo, representa la industria, la inventiva, el emprendimiento y la confianza en la fuerza obrera de Guayana y Venezuela.
6. La cinta con la fecha 11 de abril de 1817, es la batalla de San Félix, los patriotas al mando de Manuel Carlos Piar obtuvieron no sólo el rico territorio de Guayana sino el inmenso camino, tan útil, del Orinoco. La campaña de Guayana fue la más trascendental y una de las más bellas de nuestro ciclo histórico.

## Geografía De Caroní
La ciudad está situada a 13 m s. n. m. de altitud en la confluencia de los ríos Caroní y Orinoco. Se encuentra unida por autopista a Ciudad Bolívar y Upata y por carreteras a la Región Administrativa de Guayana. Además es terminal del ferrocarril minero de los yacimientos del Cerro Bolívar. El Puerto de Ciudad Guayana se ha reabierto por la reactivación del eje fluvial Apure-Orinoco.
Es un importante centro para la Industria Básica Nacional, el desembarque de minerales de bauxita de Los Pijiguaos, como las exportaciones de hierro, aluminio y acero son algunas de las actividades que aquí se realizan. Cuenta con varias plantas de concentración de mineral de hierro, una fundición de acero, una planta procesadora de bauxita y alúmina, dos industrias de aluminio, una planta de fabricación de ánodos de carbón, un complejo de productos fluorados, producción de cemento y varias industrias derivadas que se benefician del potencial hidroeléctrico del Río Caroní, con el complejo hidroeléctrico del Guri. En esta ciudad ocurre la unión de los dos ríos más importantes del país, El Caroní y el Orinoco, creando una zona denominada Caronoco en honor a esta confluencia. Desde uno de los puentes que unen a Puerto Ordaz con San Félix, se puede divisar esta unión de la cual el ilustre Arturo Uslar Pietri plasmó la siguiente frase:
...es un río de acero negro pulido y entra como una daga limpia en el costado fangoso del monstruo de tierra del Orinoco marrón.

### Límites
- Al norte: el Río Orinoco, aguas abajo, desde el punto sobre su margen derecha que se interseca con el meridiano 63° de longitud oeste, al sur de la isla Mamón, hasta frente a la Punta Aramaya; inmediatamente una línea recta al sureste, entre la Punta Aramaya hasta encontrar el punto de coordenadas 62°30´ de longitud oeste y 8°25´ de latitud norte. Le pertenecen al Municipio Caroní todas las islas del río Orinoco, situadas entre el meridiano 63.º de longitud oeste y la Punta Aramaya.
- Al sur: una línea recta al oeste, desde el punto de coordenadas 62°35´ de longitud oeste y 8°05´ de latitud norte, hasta encontrar el río Caroní en el punto de coordenadas 62°54´ de longitud oeste y 8°05´ de latitud norte, desde este punto, continua agua arriba, por la margen derecha del río Caroní, a encontrar el punto donde se interseca con el meridiano de longitud  63°O.
- Al este: una línea recta al Suroeste, entre el punto de coordenadas 62°30´ de longitud oeste y 8°25´ de latitud norte, que termina sobre el punto de coordenadas 62°35´ de longitud oeste de latitud norte.
- Al oeste: una línea recta al norte, constituida por el meridiano de longitud 63°O, desde el punto donde se intercepta con el margen derecho del Río Orinoco, al sur de la isla Mamón.

### Geomorfología
En Ciudad Guayana están presentes tres tipos de paisajes: Planicie, Peniplanicie y Lomerío. La Topografía de los paisajes de planicie es plana con pendientes entre 0-4%. Los paisajes de planicie presentan una topografía severamente ondulada con pendientes de 4-16% y los paisajes de Lomerío son de topografía ondulada a fuertemente ondulada y están constituidos por relieves de lomas cuyas pendientes son mayores de 8%.

### Geología
Depósitos sedimentarios recientes suprayantes a la proyección geológica Imataca. Cuenta con depósitos aluviales de gravas y arenas, depósitos de arcillas y lomos de greisses feldespáticos y graoniticos.

### Flora
Es un área que ofrece una diversidad de flora, esta diversidad podría explicarse por la gran estabilidad del Macizo de Guayana a lo largo de las eras geológicas, el cual solo ha sido afectado por los cambios climáticos, particularmente durante los períodos de severas sequías.

### Fauna
La importancia de la fauna reside en su valor como fuente de alimentación. Ella constituye un elemento de considerable importancia ya que interviene directamente en el ciclo alimenticio. Se han registrado: danta, váquiro, chiguire, venado, cunaguaro, puercoespín, guacamaya, colibríes, cristofué, garzas, zapoara, aimara, cascabel, culebra verdegallo, terecay, entre otros.

### Hidrografía
La mayor parte del territorio está formado por el Macizo calinoso de Ciudad Guayana, el cual se caracteriza por ser un sector de montañas bajas con penillanuras moderadas o fuertemente onduladas, cuyas alturas oscilan entre los 40 y 350 m.s.n.m, flaqueadas por la Sierra Imataca al Nor-Este y la cordillera de Carambola al Sur, donde se encuentran las elevaciones más significativas como los cerros Azul (556 m.s.n.m) y Murciélago (455 m.s.n.m). El ámbito municipal está regado por los ríos Orinoco y Caroní. A la cuenca del primero drenan los ríos Upata y sus afluentes Yocoima y El Platanal, al occidente desemboca el pequeño río La Ceiba. Al segundo tributan los ríos Ure y Retumbo, principalmente.

## Economía
Ciudad Guayana es sede de empresas básicas que forman la C.V.G. (Corporación Venezolana de Guayana) como Alcasa, Venalum, Bauxilum, Carbonorca (producturas de aluminio primario, alúmina y ánodos de carbón para la industria del aluminio, respectivamente), Ferrominera (extracción, procesamiento y comercialización de hierro). También es sede de la (Siderúrgica del Orinoco) Alfredo Maneiro SIDOR (empresa nacionalizada por el presidente Hugo Chávez en abril de 2008). También tienen sede en este sector de la ciudad la principal productora de electricidad de Venezuela, Corpoelec (Corporación Eléctrica Nacional) y el ente de promoción de la actividad económica de la zona, la Corporación Venezolana de Guayana.

## Educación
Ciudad Guayana es sede de Universidades muy importantes tales como:
- Universidad Nacional Experimental Politécnica (UNEXPO)
- Universidad Católica Andrés Bello (UCAB)
- Universidad Bicentenaria de Aragua (UBA)
- Universidad Nacional Experimental de Guayana (UNEG)
- Universidad Nacional Experimental Politécnica de la Fuerza Armada Bolivariana (UNEFA)
- Universidad Gran Mariscal de Ayacucho (UGMA)
- Universidad de Oriente, Unidad Experimental Puerto Ordaz

De Institutos Universitarios de Tecnología:
- Fundación La Salle de Ciencias Naturales (San Félix)
- I.U.T.I.R.L.A (Puerto Ordaz y San Félix)
- I.U.T. Antonio José de Sucre (Puerto Ordaz)
- I.U.T. Pedro Emilio Coll (Puerto Ordaz)

De Institutos Universitarios Politécnicos:
- Instituto Universitario Politécnico Santiago Mariño (IUPSM)

Y Núcleos Regionales de Casas de estudio como:
- Universidad de Oriente (UDO)
- Universidad Católica Andrés Bello (UCAB)
- Universidad Bicentenaria de Aragua (UBA)
- Universidad Gran Mariscal de Ayacucho (UGMA)

## Deportes

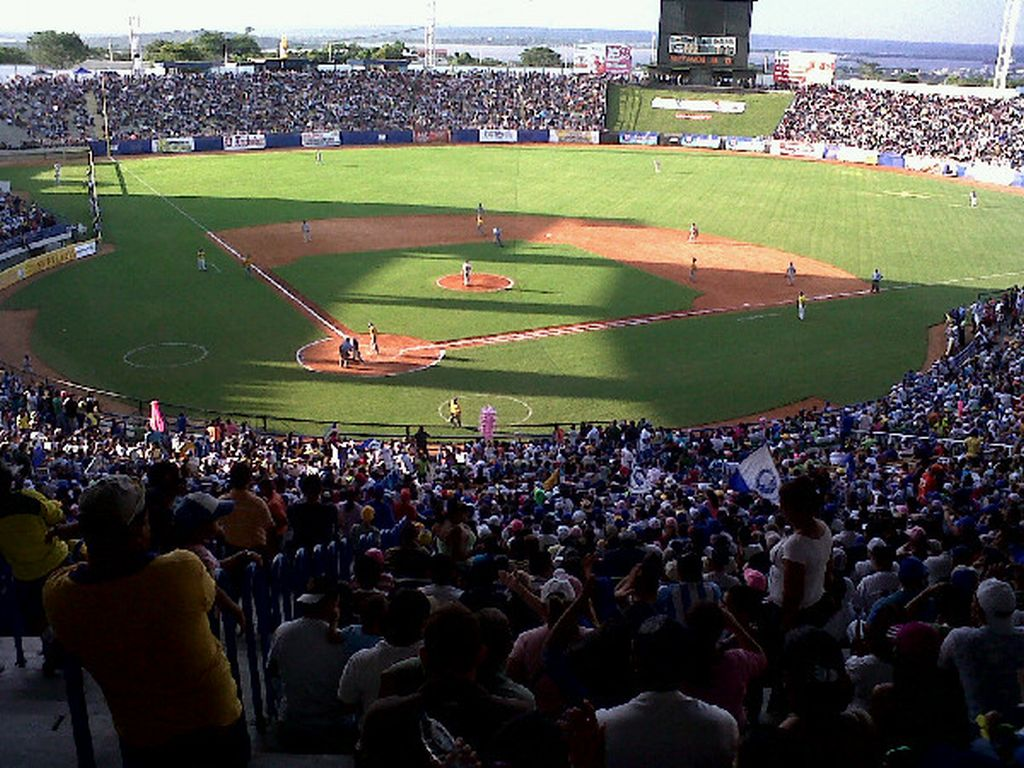
Estadio La Ceiba ubicado en San Félix

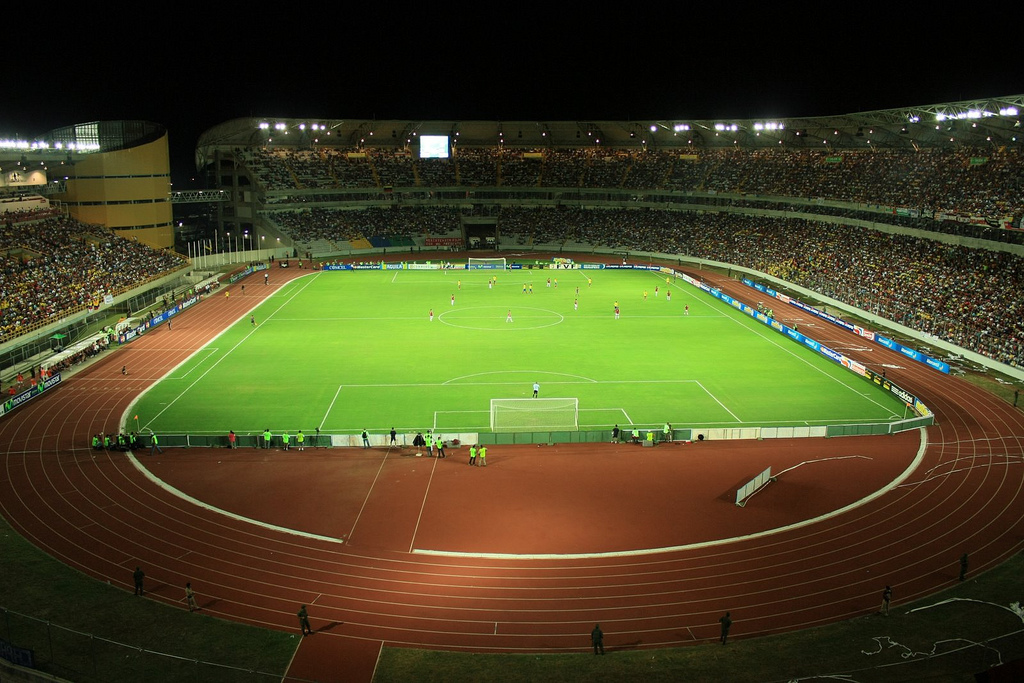
Estadio Cachamay ubicado en Puerto Ordaz

Ciudad Guayana cuenta un estadio de béisbol, Estadio La Ceiba con capacidad de 30.000 espectadores, siendo el estadio de beisbol más grande de Venezuela, aunque no cuenta con un equipo profesional. Igualmente posee varios equipos de fútbol profesional que participan en las diferentes divisiones del fútbol profesional, el más importante es Mineros de Guayana es el que más logros ha obtenido a nivel nacional e internacional y unos de los mejores de Venezuela y el LALA F.C. el cual ambos conjuntos que militan en la Primera División de Venezuela, el Chicó de Guayana F.C. y la Fundación AIFI el cual ambos conjuntos militan en la Segunda División de Venezuela todos con sede en el majestuoso Estadio Cachamay en Ciudad Guayana con capacidad para 41.600 espectadores. En baloncesto jugando en la LPB el equipo de Gigantes de Guayana cuya casa es el Gimnasio Hermanas González con una capacidad de 2000 espectadores.

## Turismo

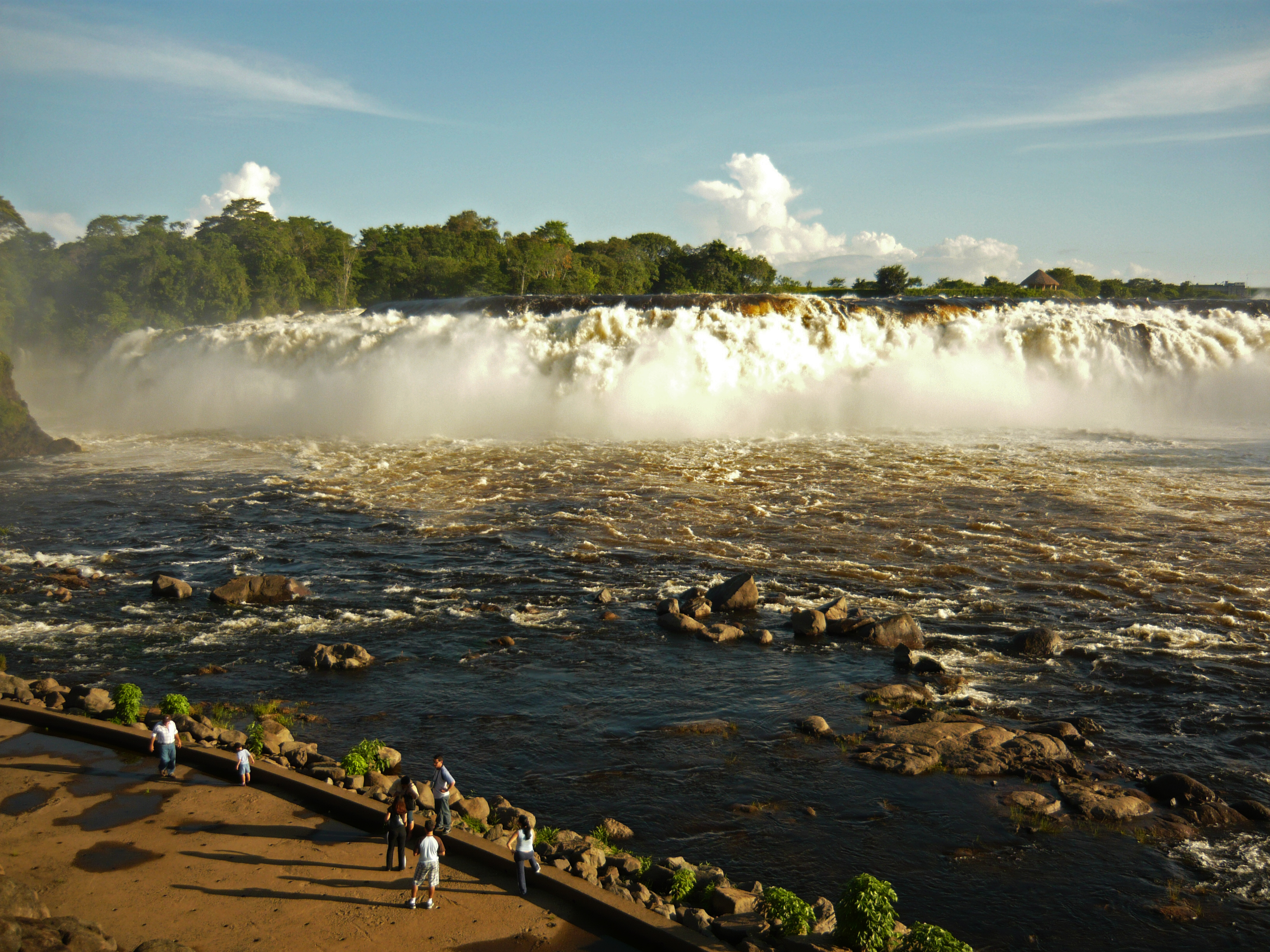
Salto de La Llovizna

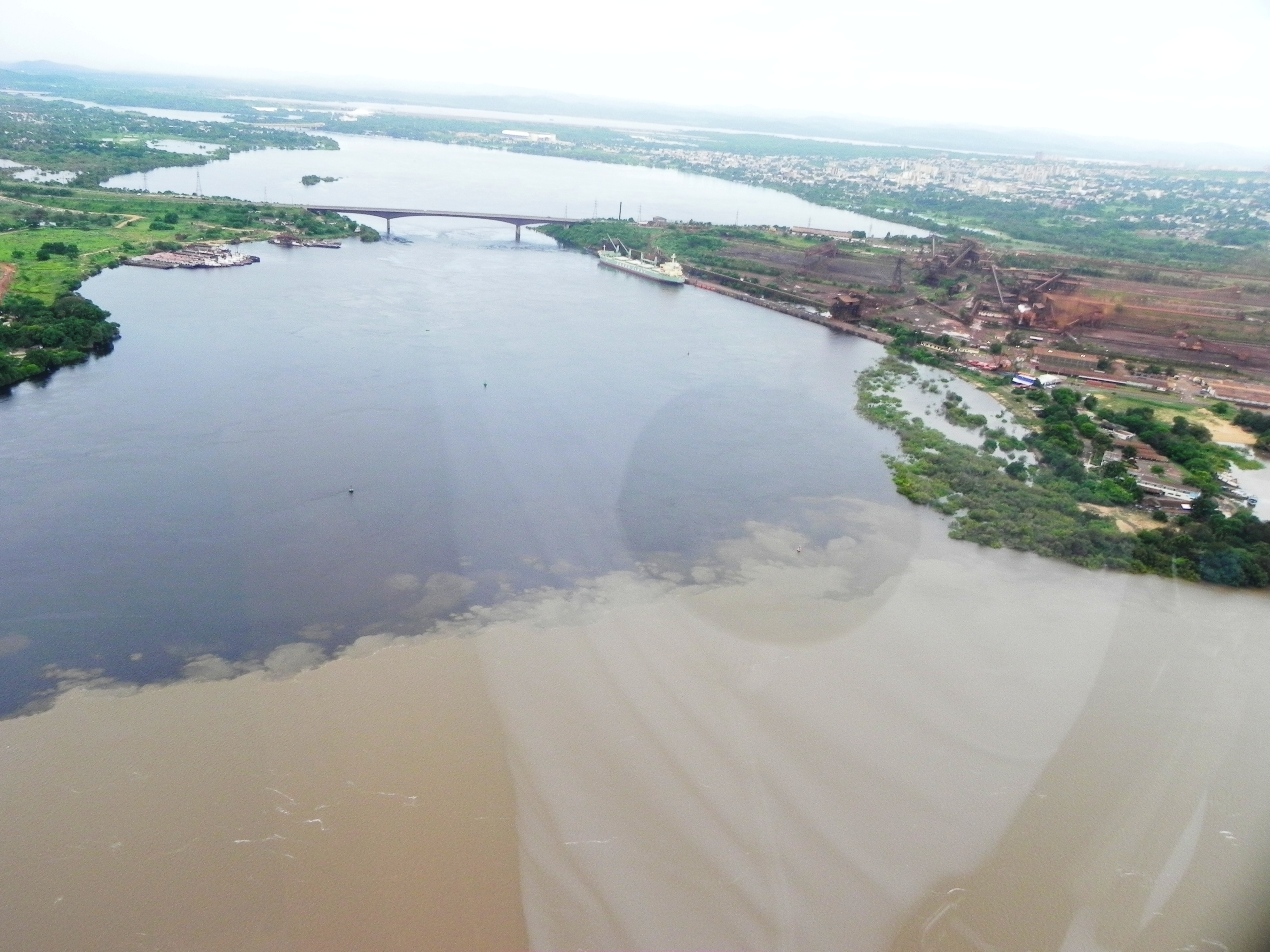
Unión de los ríos Caroní y Orinoco.

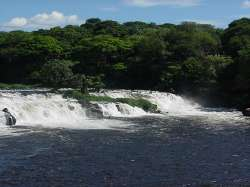
Caída de agua del Parque Cachamay

Dentro de la ciudad se encuentra los parques de La Llovizna y el de Cachamay, con sus caídas naturales de agua. Otros atractivos locales son el Ecomuseo del Caroní, la Represa Macagua II, caso probablemente único de una represa de derivación de un salto natural dentro de una ciudad. La fractura del relieve de este salto natural presenta dos caídas naturales de agua: el salto de Cachamay junto a la propia ciudad, con una anchura impresionante de unos 800 m aunque de poca altura y el de La Llovizna, con varios saltos de mayor altura y de gran caudal, aunque algo más cortos. En esta última zona, ubicada en la margen derecha del Caroní (cerca de la antigua Misión del Caroní, fundada por los capuchinos catalanes) se construyó la central hidroeléctrica Macagua I, desviando parte del caudal del río y aprovechando el desnivel natural del relieve. Dicha represa fue ampliada considerablemente con un embalse mayor y de mayor altura, que dio origen a una central hidroeléctrica de mayor tamaño, junto a la que ya existía.
En la ciudad, desde el puente Angosturita y en el puerto de San Félix, se puede observar la impresionante unión de los ríos Orinoco y Caroní; el color diferenciado de las aguas de ambos ríos presenta el espectáculo natural de la lucha entre dos corrientes que primero coexisten, luego se trenzan y finalmente se mezclan.
El 3 de diciembre de 2006 se inauguró el imponente puente Orinoquia, que cruza el río Orinoco, evitando la necesidad de ir hasta Ciudad Bolívar o de utilizar las tradicionales chalanas.
Si bien, Ciudad Guayana, por estar lejos del mar no tiene playas marinas, si tiene playas al borde del embalse Macagua a orillas del río Caroní, entre ellas, existe un campamento llamado Playa Bonita, con instalaciones turísticas.
Tomando como punto de partida Puerto Ordaz se puede visitar el Delta del Orinoco, el Parque nacional Canaima, el Embalse de Guri, los castillos coloniales a orillas del río Orinoco y muchos otros puntos de gran interés. Los Castillos de Guayana se encuentran ubicados en la margen derecha del Orinoco, a unos 35 km aguas abajo desde San Félix, aunque ya en territorio del estado Delta Amacuro.
También, Ciudad Guayana es privilegiada, ya que es la sede y meta del Rally Náutico Internacional "Nuestros Ríos Son Navegables", el cual es el más importante a nivel nacional y el más largo del mundo realizado en aguas dulces.

### Sitios de interés
- Castillos de Guayana
- Cerro Chirica
- Ecomuseo del Caroní
- Estadio Cachamay
- Fundación La Barraca
- Malecón de San Félix
- Misiones de la Purísima Concepción del Caroní
- Muelle de Ferrominera
- Parque Cachamay
- Parque La Fundación
- Parque zoológico Loefling
- Plaza El Agua
- Plaza la Navidad
- Redoma La Piña
- Represa de Las Macagua
- Sala de Arte SIDOR
- Salto La Llovizna

## idiomas
El idioma oficial del Municipio Caroní es el Español

## Organización político-territorial

### Parroquias

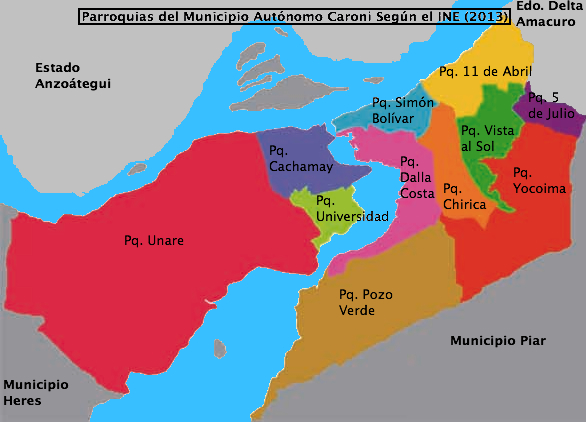
Mapa del municipio caroní con sus parroquias según el
[http://www.ine.gob.ve/documentos/AspectosFisicos/DivisionpoliticoTerritorial/pdf/DPTconFinesEstadisticosOperativa2013.pdf informe del Instituto Nacional de Estadística (INE) para el año 2013

La parroquia 5 de julio que se disputaban el Municipio Casacoima del Estado Delta Amacuro y el Municipio Caroni del Estado Bolívar fue asignada finalmente al Municipio Caroni por decisión del Tribunal Supremo de Justicia.
| Parroquia     | Superficie      | Población    | Densidad        |
| ------------- | --------------- | ------------ | --------------- |
| 5 de Julio    | 24,28 km²       | 3.080        | Sin Información |
| Cachamay      | 29,42 km²       | 62.354 hab.  | 1.440 hab./km²  |
| Chirica       | 16,90 km²       | 106.368 hab. | 5.702 hab./km²  |
| Once de Abril | 26,74 km²       | 105.317 hab. | 3.191 hab./km²  |
| Dalla Costa   | 125,54 km²      | 102.821 hab. | 580 hab./km²    |
| Pozo Verde    | Sin Información | 23.471 hab.  | Sin Información |
| Simón Bolívar | Sin Información | 139.676 hab. | Sin Información |
| Unare         | 203,73 km²      | 224.851 hab. | 858 hab./km²    |
| Universidad   | 20,53 km²       | 78.157 hab.  | 2.151 hab./km²  |
| Vista al Sol  | 17,56 km²       | 98.364 hab.  | 5.032 hab./km²  |
| Yocoima       | Sin Información | 14.246 hab.  | Sin Información |

## Política y gobierno

### Alcaldes
A continuación se presenta una tabla con los Alcaldes que han sido electos en Caroní desde 1989:
| Período     | Alcalde electo   | Partido político / Alianza | % de votos | Notas |
| ----------- | ---------------- | -------------------------- | ---------- | --- |
| 1989 - 1992 | Clemente Scotto  | LCR                        | 33,86      | Primer alcalde bajo elecciones directas |
| 1992 - 1995 | Clemente Scotto  | LCR                        | 58,38      | Reelecto |
| 1995 - 2000 | Pastora Medina   | LCR                        | -          | Segunda alcalde bajo elecciones directas (se realizaron elecciones generales adelantadas en el 2000 debido a la aprobación de la Constitución de 1999) |
| 2000 - 2004 | Antonio Briceño  | MVR                        | 46,20      | Tercer alcalde bajo elecciones directas |
| 2004 - 2008 | Clemente Scotto  | MVR                        | 49,36      | Cuarto alcalde bajo elecciones directas |
| 2008 - 2013 | José Ramón López | PSUV                       | 49,22      | Quinto alcalde bajo elecciones directas (se postergan 1 año las elecciones municipales pautadas para finales del 2012)                                 |
| 2013 - 2016 | José Ramón López | PSUV                       | 51,21      | Reelecto (Suspendido de su cargo por una orden Judicial en 2016)                                                                                       |
| 2016 - 2017 | Tito Oviedo      | PSUV                       | -          | (Alcalde encargado tras la destitución del alcalde José Ramón López por orden judicial)                                                                |
| 2017 - 2021 | Tito Oviedo      | PSUV                       | 68,34      | Sexto alcalde bajo elecciones directas |
| 2021 - 2025 | Tito Oviedo      | PSUV                       | 41,50      | Reelecto |
| 2025 - 2029 | Yanny Alonzo     | PSUV                       | 77,058     | Séptimo alcalde bajo elecciones directas |

### Concejo Municipal
Período 2021 - 2025
| Concejales:       | Partido político / Alianza |
| ----------------- | -------------------------- |
| Gabriel Saa       | PSUV                       |
| Mayurbis Alcalá   | PSUV                       |
| José Guillén      | PSUV                       |
| Osnardy Gómez     | PSUV                       |
| Dioneri Fuentes   | PSUV                       |
| Denny Giménez     | PSUV                       |
| Robeth Rivas      | PSUV                       |
| Milagro Marcano   | PSUV                       |
| Eduardo Rodríguez | UP                         |
| Ana Colina        | UP                         |
| Aliana Estrada    | MUD                        |
| Aida González     | MUD                        |
| Yamilet Beria     | (Representación indígena)  |

## Imágenes

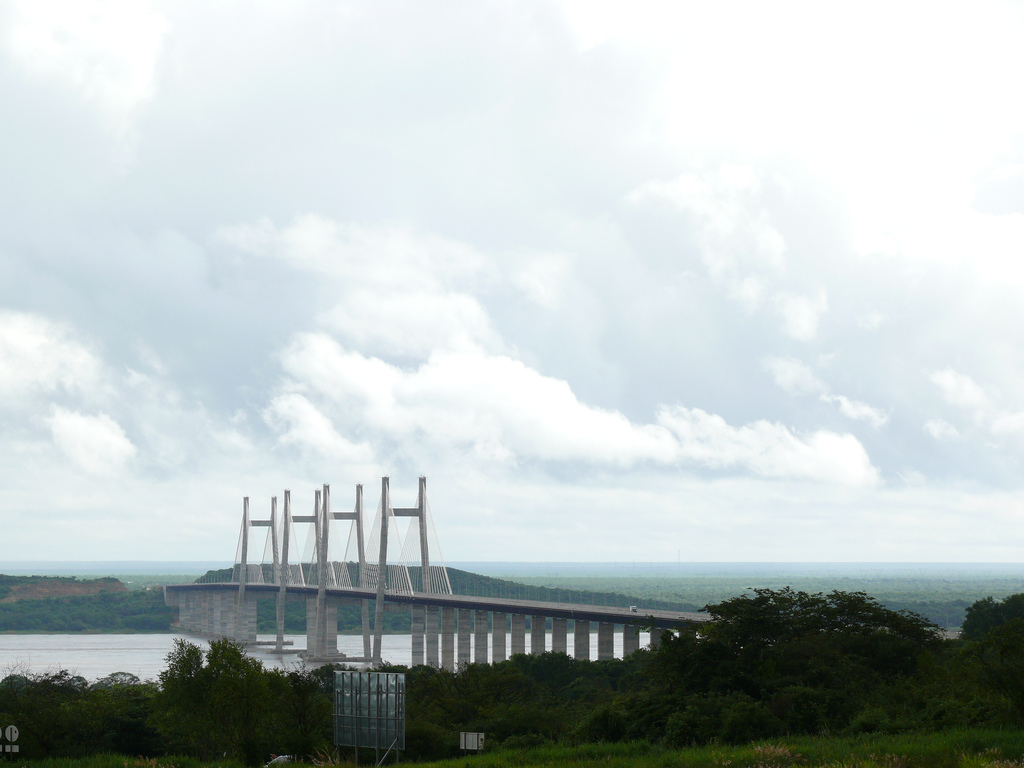
Puente Orinoquia
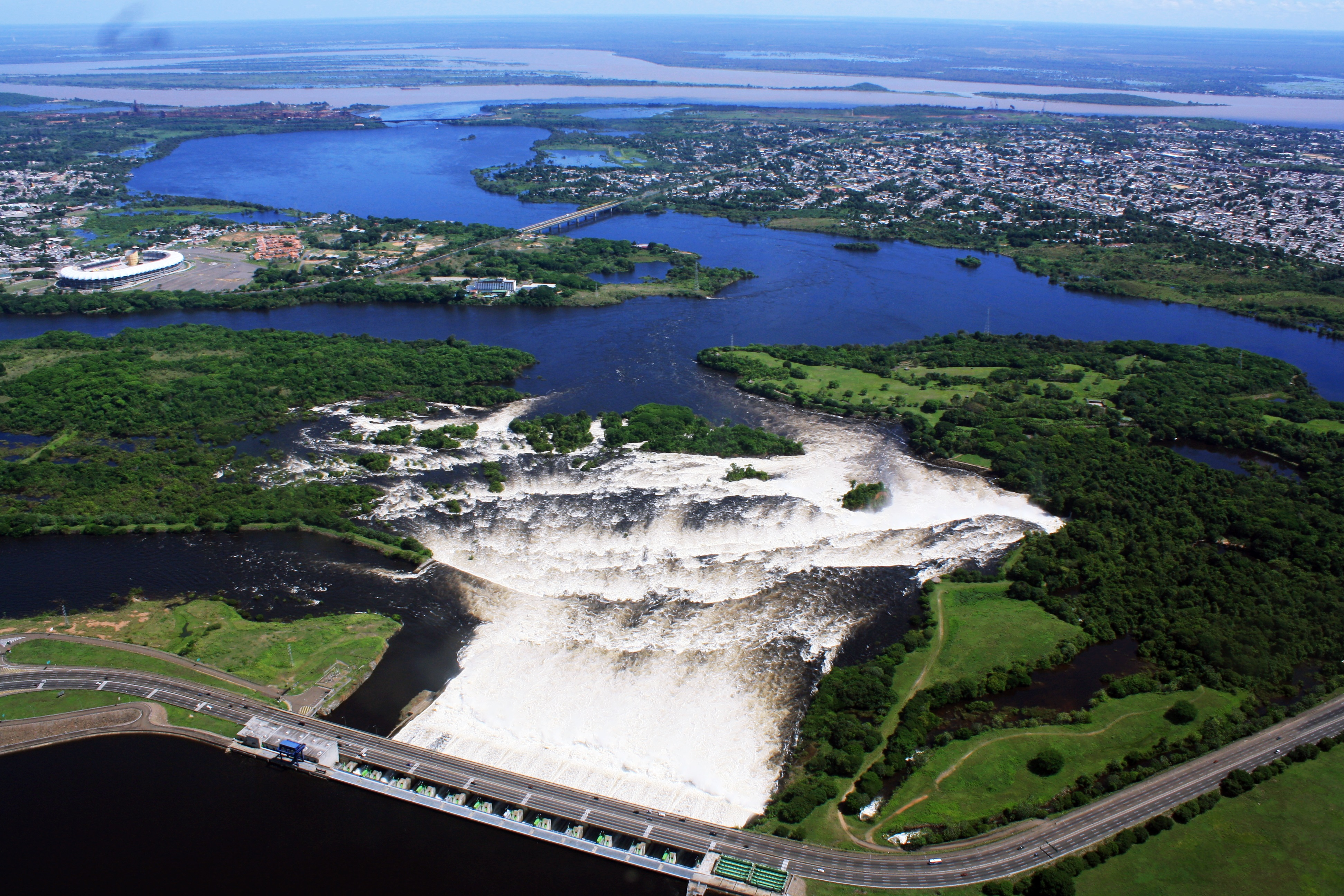
Represa Macagua
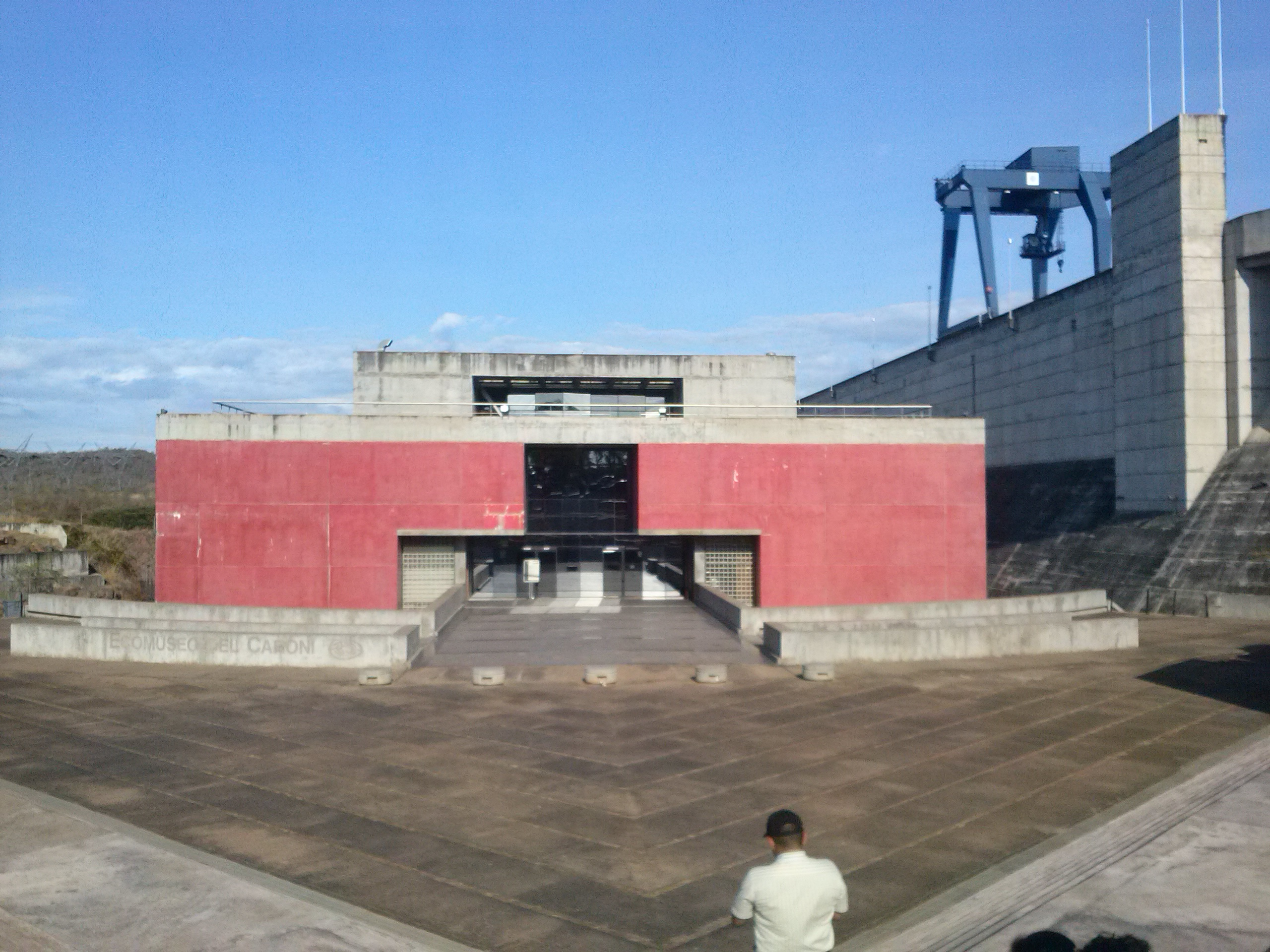
Ecomuseo del Caroní
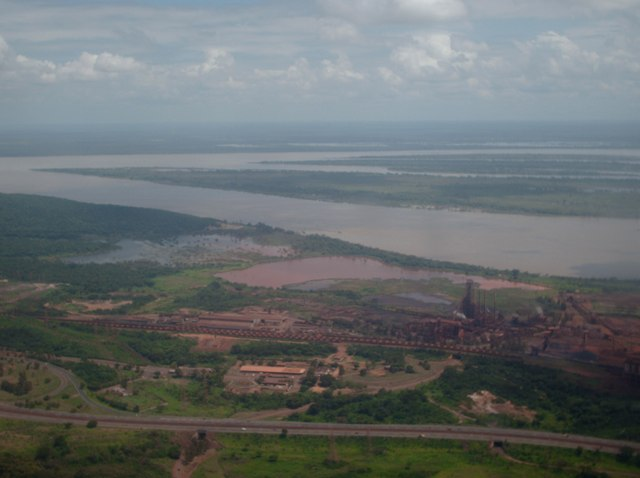
Zona industrial Matanzas
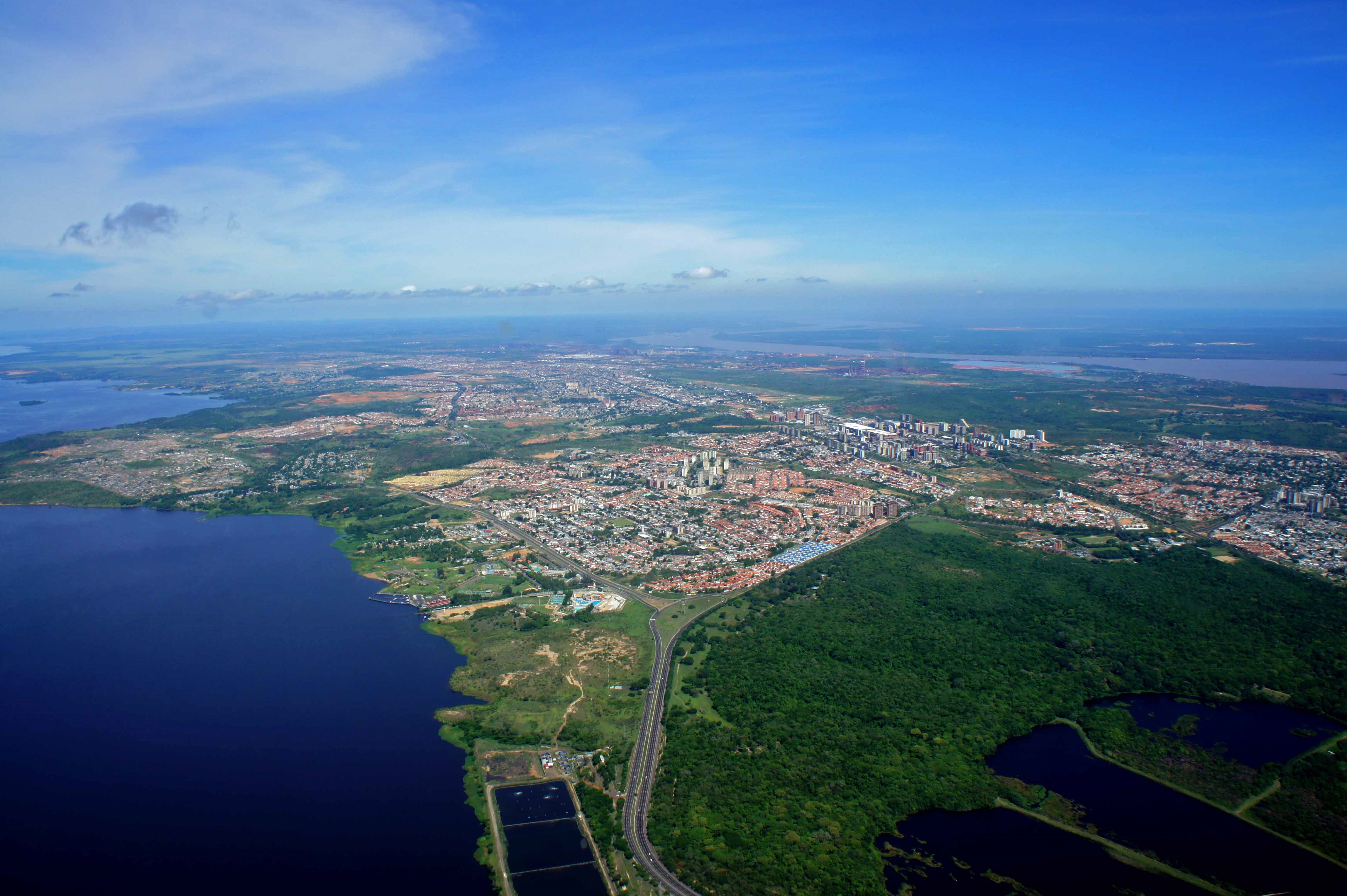
Puerto Ordaz
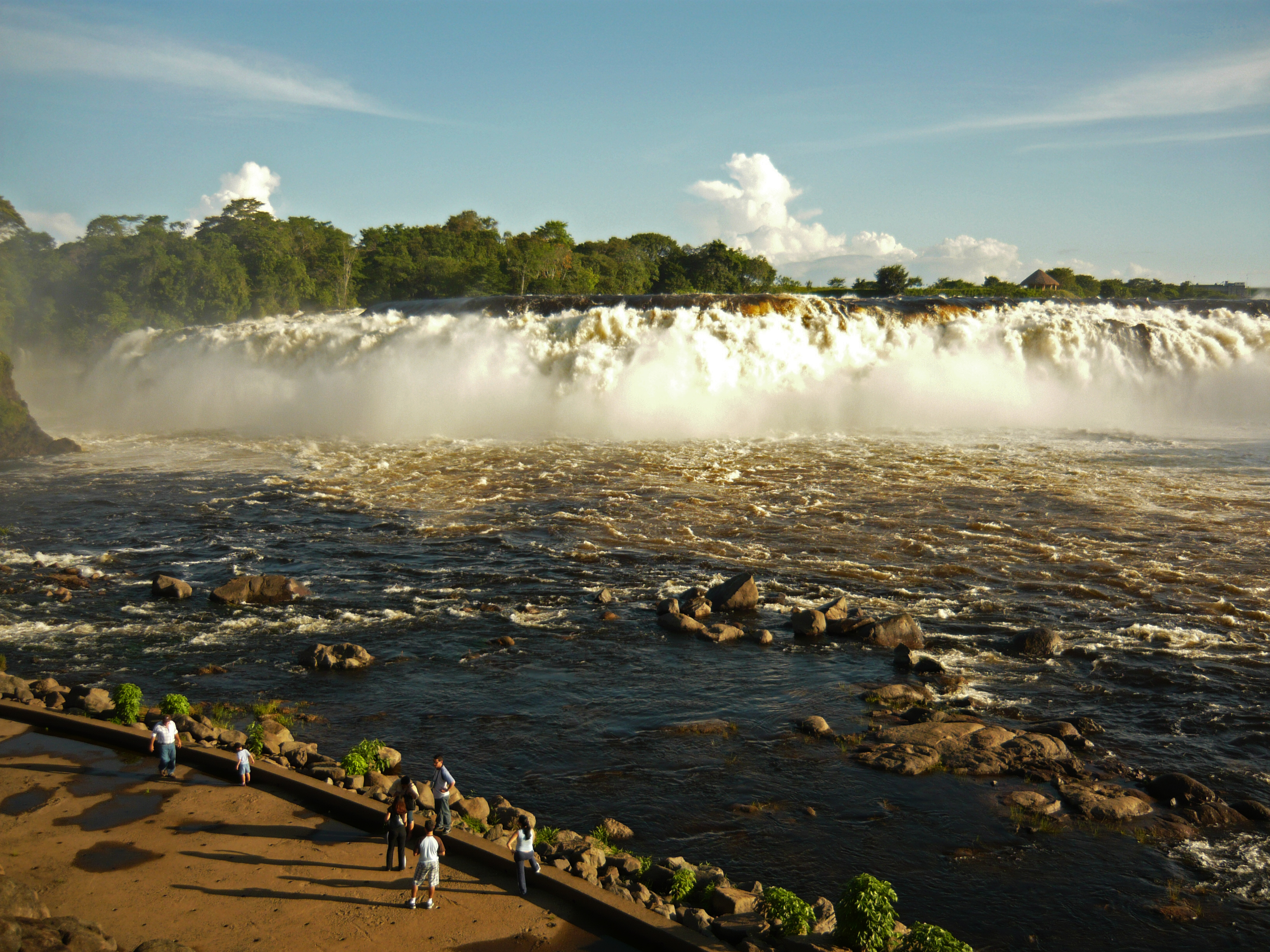
Parque La Llovizna
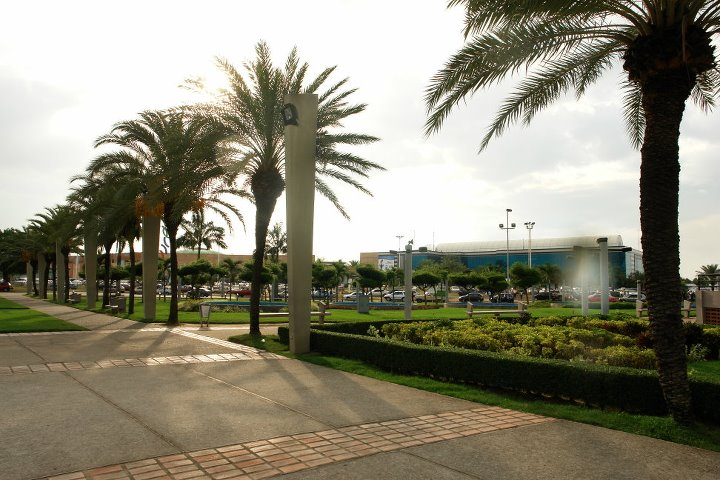
Plaza Monumento